# Fakulteta za humanistiko v Novi Gorici
Fakulteta za humanistiko (kratica FH), s sedežem v Novi Gorici, je članica Univerze v Novi Gorici.
Trenutno na Fakulteti za humanistiko potekata dodiplomska programa Jezik in literatura v digitalnem svetu (smeri: Slovenistika, Literatura in kultura, Slovenski jezik in jezikovni podatki) in Kulturna zgodovina na prvi stopnji po bolonjskem procesu. Na drugi, magistrski bolonjski stopnji se izvajata programa Humanistični študiji (smeri: Jezikoslovje, Literarne vede, Zgodovine in kulture čezmejnih prostorov) in program Migracije in medkulturni odnosi (Erasmus Mundus)
Trenutni dekan Fakultete za humanistiko je Peter Purg. Fakulteta za humanistiko sodeluje z Raziskovalnim centrom za humanistiko in Centrom za kognitivne znanosti jezika, pa tudi s Fakulteto za podiplomski študij, kjer v okviru študijskih programov Kognitivne znanosti jezika ter Humanistika delujejo nekateri predavatelji Fakultete za humanistiko.

### Zgodovina
Fakulteta za humanistiko je bila ustanovljena leta 2004 kot Fakulteta za slovenske študije Stanislava Škrabca. Sprva je vpisovala študente le v študijski program slovenistike, ki se mu je sčasoma pridružil še študijski program kulturne zgodovine. Približno leta 2008 je prenovila študijske programe po načelih Bolonjske reforme. in tako pridobila drugostopenjski študijski program slovenistike (sprva le jezikoslovja). Leta 2023 je drugostopenjski program popolnoma prenovila, ga preimenovala v magistrski študijski program Humanistične študije in mu dodala smer Zgodovine in kulture čezmejnih prostorov.

### Seznam študijskih programov
- Dodiplomski univerzitetni študijski program Jezik in literatura v digitalnem svetu (študijske smeri: Slovenistika, Literatura in kultura, Slovenski jezik in jezikovni podatki; študijska področja: jezikoslovje, literarna teorija in kultura, podatkovje)
- Dodiplomski univerzitetni študijski program Kulturna zgodovina (študijsko področje: zgodovina)
- Podiplomski magistrski študijski program Humanistični študiji (študijske smeri: Jezikoslovje, Literarne vede, Zgodovine in kulture čezmejnih prostorov)
- Podiplomski magistrski študijski program Migracije in medkulturni odnosi (Erasmus Mundus; študijska področja: migracijske študije, zgodovina, politologija, sociologija, antropologija, izobraževanje)

### Dosedanji dekani FH
- Oto Luthar
- Franc Marušič
- Katja Mihurko
- Aleš Vaupotič
- Eda Čufer Conover
- Željko Oset (v.d. 2021)
- Mladen Franko

### Alumni
- Petra Mišmaš - slovenska jezikoslovka
- Anja Mugerli - slovenska pisateljica